# جرة (المحويت)

تعديل مصدري - تعديل

جرة هي إحدى قرى عزلة قبلة ابن عبد الله بمديرية المحويت التابعة لمحافظة المحويت، بلغ تعداد سكانها 339 نسمة حسب تعداد اليمن لعام 2004.